# Federico Elías
Federico Elías (Bahía Blanca, Buenos Aires, 24 de septiembre de 1999) es un basquetbolista argentino que se desempeña como escolta en Unión de Santa Fe de la Liga Nacional de Básquet de Argentina.

## Trayectoria
Formado en los clubes Argentino Bahía Blanca y Napostá, fue reclutado por el programa de jóvenes talentos de Bahía Basket en 2015. Con ese club ganó en dos oportunidades la Liga de Desarrollo, además de sumar 114 partidos como profesional. Terminó la temporada 2020-21 de la LNB como el máximo anotador de triples del certamen, habiendo encestado un total de 95 en 37 encuentros. 
En 2021 fue fichado por Instituto de Córdoba, club con el que se consagraría campeón del Super 20 2021, de la temporada 2021-22 de la LNB, Super Copa 2022 y de la Liga Sudamericana de Clubes 2023. 
En enero de 2024 se incorporó a Regatas Corrientes.
El 3 de agosto de 2025 fue anunciado como nuevo jugador de Unión de Santa Fe.

### Clubes
| Club               | País      | Año           |
| ------------------ | --------- | ------------- |
| Bahía Basket       | Argentina | 2016 - 2021   |
| Instituto          | Argentina | 2021-2023     |
| Regatas Corrientes | Argentina | 2024-2025     |
| Unión de Santa Fe  | Argentina | 2025-presente |